# Filmrecensent
Een filmrecensent of filmcriticus is een persoon die een bespreking geeft van een of meerdere, over het algemeen recente films. Deze besprekingen worden gepubliceerd op websites, in tijdschriften of andere geschreven pers.
Er zijn verschillende manieren om een film te bekijken, vanuit een persoonlijk standpunt of door middel van een filmanalyse. Soms wordt aan de hand van een korte bespreking advies gegeven of de film het bekijken waard is. De inhoud van een typische cinefiele kritische benadering omvat een indeling naar genre, een sociaal-politieke benadering en promotionele commentaren.

## België
- De Unie van de Belgische filmpers (UBFP) of Union de la presse cinématographique belge is de vertegenwoordiger van de Internationale Federatie van Filmcritici (FIPRESCI) in België. De UBFP telt 127 leden en is de voortzetting van de Beroepsbond van de Belgische Filmpers (BBF) die op 1 mei 1925 werd opgericht in Brussel. De verering organiseert jury's op verschillende Belgische filmfestivals en reikt jaarlijkse twee filmprijzen uit: de Grote Prijs en de Humanum-prijs.
- In de jaren 1950 hebben een aantal Belgische filmcritici zich verenigd in de Unie van de filmkritiek (Union de la critique de cinéma), die jaarlijks prijzen uitreikt aan internationale en nationale films.
- Filmmagie is een vereniging opgericht in 1928, die filmrecensies brengt via de tijdschriften Filmmagie en Cinemagie.
- Cinevox is een Belgische tweetalige website die de nieuwste Belgische films bespreekt.

## Internationaal
- De recensies van filmcritici wereldwijd worden samengebracht in enkele filmwebsites zoals Metacritic en Rotten Tomatoes. De Online Film Critics Society is een internationale vereniging van filmjournalisten en -recensenten die hun besprekingen op het internet plaatsen.
- In Frankrijk werd in 1951 het tijdschrift Cahiers du cinéma opgericht, dat zich richt op filmkritiek en filmtheorie.
- In Groot-Brittannië wordt sinds 1989 het filmtijdschrift Empire gepubliceerd dat jaarlijks de Britse Empire Awards uitreikt.
- De Broadcast Film Critics Association is een Amerikaanse vereniging die jaarlijks de Critics' Choice Award uitreikt.
- De Los Angeles Film Critics Association (LAFCA) is een Amerikaanse organisatie van filmcritici, opgericht in 1975 die jaarlijks filmprijzen uitreikt.
- De New York Film Critics Circle Awards zijn een reeks internationale filmprijzen die jaarlijks worden uitgereikt door de New York Film Critics Circle (NYFCC), een organisatie van filmcritici die werkzaam zijn voor kranten en tijdschriften die in New York worden uitgegeven.